# Riffa (Bahrein)
Riffa (in arabo الرفاع‎?) è una città del Bahrein, che si trova quasi al centro del paese. Molti dei suoi abitanti sono sunniti.
La parte orientale della città ha il suo mercato ed in generale ha molti più negozi della parte occidentale. Qui, si trova anche il forte di Riffa, noto anche come Sheikh Salman Bin Ahmad Al Fateh Fort.  
La parte occidentale di Riffa è a vocazione prevalentemente residenziale. Molte famiglie importanti, ministri e uomini d'affari vivono in questa parte della città. Anche il sovrano, Hamad bin Isa Al Khalifa, vive qui, come pure il primo ministro, lo sceicco Khalifa bin Salman Al Khalifa. La famosa torre dell'orologio di Riffa si trova nella parte occidentale.